# Kodamaea kakaduensis
Kodamaea kakaduensis är en svampart som beskrevs av Lachance, J.M. Bowles, Starmer & J.S.F. Barker 1999. Kodamaea kakaduensis ingår i släktet Kodamaea, ordningen Saccharomycetales, klassen Saccharomycetes, divisionen sporsäcksvampar och riket svampar.   Inga underarter finns listade i Catalogue of Life.